# Distrito de Frauenfeld
Frauenfeld é um distrito da Suíça, localizado no cantão de Turgóvia. Tem 279,6 km² de área e sua população em 2019 foi estimada em 69.083 habitantes. Sua sede é a comuna de Frauenfeld.

## Comunas
| Brasão | Comuna                  | População (31 de dezembro de 2019) | Área km² |
| ------ | ----------------------- | ---------------------------------- | -------- |
|        | Basadingen-Schlattingen | 1.829                              | 15.7     |
|        | Berlingen               | 890                                | 4.0      |
|        | Diessenhofen            | 4.042                              | 10.0     |
|        | Eschenz                 | 1.832                              | 12.0     |
|        | Felben-Wellhausen       | 2.869                              | 7.3      |
|        | Frauenfeld              | 25.781                             | 27.4     |
|        | Gachnang                | 4.455                              | 9.7      |
|        | Herdern                 | 1.115                              | 13.7     |
|        | Homburgo                | 1.542                              | 24.1     |
|        | Hüttlingen              | 842                                | 11.6     |
|        | Hüttwilen               | 1.773                              | 17.6     |
|        | Mammern                 | 659                                | 5.5      |
|        | Matzingen               | 2.967                              | 7.7      |
|        | Müllheim                | 3.003                              | 8.7      |
|        | Neunforn                | 1.048                              | 11.4     |
|        | Pfyn                    | 2.071                              | 13.0     |
|        | Schlatt                 | 1.777                              | 15.5     |
|        | Steckborn               | 3.746                              | 8.8      |
|        | Stettfurt               | 1.224                              | 6.4      |
|        | Thundorf                | 1.488                              | 15.6     |
|        | Uesslingen-Buch         | 1.084                              | 14.0     |
|        | Wagenhausen             | 1.713                              | 11.2     |
|        | Warth-Weiningen         | 1.333                              | 8.3      |
|        | Total (23)              | 69.083                             | 279.6    |